# Allopauropus thalassophilus
Allopauropus thalassophilus är en mångfotingart som beskrevs av Paul Auguste Remy 1935. Allopauropus thalassophilus ingår i släktet småfåfotingar, och familjen fåfotingar. Inga underarter finns listade i Catalogue of Life.